# اچ‌دی ۱۸۷۹۲۳
اچ‌دی ۱۸۷۹۲۳ یک ستاره است که در صورت فلکی عقاب قرار دارد.